# Diễm My (diễn viên)
Vũ Phạm Diễm My (sinh ngày 27 tháng 1 năm 1990), thường được biết đến với nghệ danh Diễm My hay Diễm My 9x, là một nữ diễn viên, người mẫu kiêm người dẫn chương trình truyền hình người Việt Nam. Từng là thí sinh tham gia cuộc thi Hoa hậu Thế giới người Việt vào năm 2010, cô sau đó tập trung sang diễn xuất và trở nên nổi tiếng khi tham gia đóng một số vai diễn trong các bộ phim Làn môi trong mưa (2012), Váy hồng tầng 24, Mỹ nhân kế (2013), Gái già lắm chiêu (2016), Chạy đi rồi tính (2017), Cô Ba Sài Gòn (2017), Ống kính sát nhân (2018) và Tình yêu và tham vọng (2020).

## Tiểu sử
Vũ Phạm Diễm My sinh ra và lớn lên tại Thành phố Hồ Chí Minh. Mặc dù hoạt động nghệ thuật sớm ngay từ khi còn nhỏ, cô vẫn duy trì được thành tích học tập đáng nể. Bằng chứng là trong kỳ thi tuyển sinh vào cấp ba của mình, cô đạt số điểm 58/60 và thi đỗ vào Trường THPT Bùi Thị Xuân, ngôi trường có số điểm đầu vào cao nhì toàn thành phố lúc bấy giờ, 54.5, chỉ sau Trường THPT Nguyễn Thượng Hiền với điểm chuẩn 56. Đồng thời, cô còn đạt số điểm khá cao và trúng tuyển vào khoa kinh tế đối ngoại của Trường Đại học Ngoại thương, một trong những ngôi trường hàng đầu có điểm chuẩn đầu vào cao nhất cả nước. Cô tốt nghiệp và nhận bằng cử nhân năm 2015 sau thời gian tạm ngưng học tâp để tập trung cho dự án điện ảnh Mỹ nhân kế.

## Sự nghiệp
Diễm My bắt đầu tham gia diễn xuất trong phim Bóng đêm cuộc tình khi chỉ mới 5 tuổi. Năm 2008, cô tham gia cuộc thi "Người đẹp hoa anh đào" và đã giành giải nhì. Năm 2010, cô tham dự cuộc thi "Hoa hậu Thế giới người Việt" nhưng không góp mặt trong Top 15. Năm 2011 đánh dấu sự chuyển mình trong phong cách thời trang của Diễm My, với phong cách ăn mặc mới lạ và độc đáo, cô được đánh giá cao bởi các nhà thiết kế thời trang.
Khoảng đầu năm 2013, Diễm My đã lột xác hoàn toàn về hình ảnh. Cô dần dần xuất hiện trong những trang phục nữ tính, nhã nhặn hơn. Cùng thời điểm, Diễm My bắt đầu đạt được những thành tựu đáng kể từ các bộ phim như: Mỹ nhân kế, Váy hồng tầng 24, Kungfu Phở và Gái già lắm chiêu, với tác phẩm sau cùng đã trở thành một trong những phim điện ảnh ăn khách nhất năm tại Việt Nam, đem lại thành công lớn về thương mại. Bộ phim nhận được 2 đề cử Cánh Diều Vàng, trong đó có "Nữ diễn viên phim điện ảnh" dành cho Diễm My. Đây cũng là một trong những phim ăn khách nhất tại thời điểm đó, thu về tổng cộng hơn 38 tỷ đồng. Ngày 10 và 11 tháng 6 cùng năm, bộ phim này đã được công chiếu tại Dallas, Mỹ.
Cuối năm 2016, Diễm My cùng nam diễn viên Hứa Vĩ Văn đã thực hiện một bộ ảnh lãng mạn tại phố cổ Hội An, Quảng Nam để chuẩn bị cho buổi ra mắt phim điện ảnh Chạy đi rồi tính do cặp đôi này thủ vai chính. Đây cũng là một dự án điện ảnh thành công và củng cố chỗ đứng của Diễm My trong nghề.
Tháng 7 năm 2019, cùng năm mẹ cô mất, Diễm My được VFC mời ra Bắc đóng phim Tình yêu và tham vọng.

## Đời tư
Năm 2019, mẹ của Diễm My là Phạm Thị Phi Thoàn qua đời ở tuổi 59. Đây là một cú sốc lớn với Diễm My, khiến cho các kế hoạch trong năm của nữ diễn viên bị đình trệ. Mặc dù vậy, vào tháng 7 cùng năm, Diễm My vẫn ra Bắc đóng phim Tình yêu và tham vọng trong gần một năm để quên đi nỗi đau đó.
Ngày 21 tháng 12 năm 2023, Diễm My kết hôn với bạn trai lâu năm của cô là Vinh Nguyễn. Cô hạ sinh đứa con đầu tiên vào tháng 1 năm 2025.

### Sự cố
Trong đêm liveshow 3 của giải thưởng truyền hình HTV Awards 2016 diễn ra tối ngày 16 tháng 4 năm 2016, Diễm My vô ý nói nhầm cụm từ "hội tụ đủ" thành một cụm từ nhạy cảm.

## Danh sách phim

### Truyền hình
| Năm  | Tựa phim              | Vai diễn    | Kênh | Ghi chú              |
| ---- | --------------------- | ----------- | ---- | -------------------- |
| 1995 | Đứng dậy sau cơn mê   | Em bé       |      |                      |
| 1996 | Đi qua lời nguyền     | Đứa con lai |      |                      |
| 1997 | Trường xưa kỷ niệm    |             |      |                      |
| 1998 | Bóng đêm cuộc tình    |             |      |                      |
| 2006 | Ngã rẽ cuộc đời       | Nga Kỳ      | HTV7 |                      |
| 2007 | Nắng vài dữ           | Kim Anh     | HTV9 |                      |
| 2008 | Porcelain             |             |      |                      |
| 2009 | Áo cưới thiên đường   | An Nhiên    | HTV9 |                      |
| 2009 | Mùa hè sôi động       | Chi         | HTV9 |                      |
| 2011 | Dòng đời nghiệt ngã   | Thúy        | HTV9 |                      |
| 2012 | Làn môi trong mưa     | Thảo        | VTV6 | Phim truyền hình VFC |
| 2012 | Tiểu thư lọ lem       | Bảo Châu    | HTV9 |                      |
| 2013 | Váy hồng tầng 24      | An Nhiên    | VTV3 |                      |
| 2020 | Tình yêu và tham vọng | Linh        | VTV3 | Phim truyền hình VFC |
| 2022 | Giấc mơ của mẹ        | Trà My      | HTV2 |                      |

### Điện ảnh
| Năm  | Tựa phim             | Vai diễn               | Đạo diễn                 |
| ---- | -------------------- | ---------------------- | ------------------------ |
| 2011 | Thiên sứ 99          | Pha Lê                 | Nguyễn Minh Cao          |
| 2013 | Mỹ nhân kế           | Mai Thị                | Nguyễn Quang Dũng        |
| 2014 | Tốc độ và đường cong | Đan Trinh              | Phan Minh                |
| 2014 | Để Mai tính 2        | Thư Lê                 | Charlie Nguyễn           |
| 2015 | Tây du ký hậu truyện | Bạch Cốt Tinh          | Nguyễn Thành Nam         |
| 2015 | Kungfu Phở           | Châu Nhi               | Nguyễn Quốc Duy          |
| 2016 | Gái già lắm chiêu    | Linh San               | Bảo Nhân, Nam Cito       |
| 2017 | Chạy đi rồi tính     | Elizabeth Phương Trinh | Bảo Nhân, Nam Cito       |
| 2017 | Cô Ba Sài Gòn        | Helen                  | Trần Bửu Lộc, Kay Nguyễn |
| 2018 | Ống kính sát nhân    | Cẩm Phô                | Nguyễn Hữu Hoàng         |
| 2022 | 1990                 | Jessica Diễm           | Nhất Trung               |

## Danh sách chương trình đã tham gia
- Bước Nhảy Hoàn Vũ 2014 (Top 4)
- Sài Gòn Đêm Thứ Bảy
- Chuyện Của Sao
- Phong Cách Cuộc Sống
- Music (Yeah1)
- HTV Awards 5th
- Hugo Game
- Khách Mời Là Phái Đẹp
- Đại náo thành Takeshi
- Thử Thách 24h (HTV9)
- Hot Couple (Yeah1) - MC sự kiện Vinagame
- Zing Music Awards & Zing Party
- Beauty Contest - Gold Magazine
- Người Bí Ẩn (Mùa 2 - Tập 14) (Mùa 4 - Tập 17) (Mùa 5 - Tập 4)
- Ký Ức Vui Vẻ (Mùa 1 - Tập 12) (Mùa 3 - Tập 5)
- Chiến Sĩ 2020
- Đấu Trường Âm Nhạc (Mùa 1)
- Chị Em Chúng Mình (Mùa 1 - Tập 8)
- Bữa Trưa Vui Vẻ
- Running Man Vietnam - Chơi Là Chạy (Mùa 2 - Tập 13)
- Gia Đình Tài Tử (Sứ giả)
- Sao nhập ngũ (Mùa 13)
- Hoa hậu Hòa bình Việt Nam 2023

## Giải thưởng và đề cử
| Giải thưởng               | Năm  | Hạng mục                            | Tác phẩm đề cử        | Kết quả   |
| ------------------------- | ---- | ----------------------------------- | --------------------- | --------- |
| Cánh Diều Vàng            | 2015 | Nữ diễn viên xuất sắc               | Gái già lắm chiêu     | Đề cử     |
| Cánh Diều Vàng            | 2017 | Nữ diễn viên xuất sắc               | Cô Ba Sài Gòn         | Đề cử     |
| Men of the Year           | 2015 | Pretty Woman of the Year            | —                     | Đoạt giải |
| ELLE Style Awards         | 2016 | Nữ diễn viên phong cách triển vọng  | —                     | Đoạt giải |
| Ấn tượng VTV              | 2020 | Diễn viên nữ Ấn tượng               | Tình yêu và tham vọng | Đề cử     |
| Giải thưởng Ngôi Sao Xanh | 2021 | Diễn viên truyền hình xuất sắc nhất | Tình yêu và tham vọng | Đoạt giải |